# Ralph Keyes
Ralph J. Keyes (* 12. Januar 1945) ist ein amerikanischer Vortragsredner und Sachbuchautor, dessen Werk vor allem Ratgeber- und Motivationsliteratur umfasst. Sein Bestseller Is There Life After High School? wurde 1982 als Musical adaptiert und am Broadway aufgeführt. Sein 1995 erschienener Ratgeber The Courage to Write gilt in den Vereinigten Staaten als Standardwerk für von Selbstzweifeln geplagte Nachwuchsschriftsteller.
Im deutschsprachigen Raum ist Keyes als Urheber des Ausdrucks „Post-truth“ bekannt geworden, dessen deutsche Lehnübersetzung „postfaktisch“ von der Gesellschaft für deutsche Sprache 2016 zum Wort des Jahres gewählt wurde. Das Buch, in dem Keyes sein Konzept von Post-truth vorgestellt hat – The Post-Truth Era: Dishonesty and Deception in Contemporary Life (2004) –, ist international allerdings kaum rezipiert worden und liegt bisher auch nur in der englischen Originalfassung vor.
Keyes hat sich in seinen Vorträgen und Büchern mit vielen populären Themen beschäftigt, seine Perspektive ist jedoch vorrangig die eines Psychologen.

## Leben und Werk
Ralph Keyes hat die Yellow Springs High School in Yellow Springs, Ohio besucht und anschließend am örtlichen Antioch College studiert, wo er 1967 seinen Abschluss erwarb. Nach einer kurzen Studienzeit an der London School of Economics and Political Science arbeitete er von 1968 bis 1970 für die auf Long Island erscheinende Tageszeitung Newsday. Die folgenden 10 Jahre verbrachte Keyes in La Jolla, wo er als Fellow dem Center for Studies of the Person angehörte, einer an Carl Rogers orientierten Gruppe von Psychologen, die 1968 aus dem Western Behavioral Science Institute ausgeschert war. In Philadelphia begann er danach eine Karriere als freiberuflicher Autor und Vortragsredner.
Seit den 1990er Jahren gilt sein Interesse besonders der Sprache; seine Bücher handeln seit dieser Zeit häufig von Zitaten, Wörtern und Begriffen und dem manipulativen Umgang damit.
Keyes lebt mit seiner Frau Muriel in Yellow Springs, Ohio.

## The Post-Truth Era
2004 erschien Keyes’ Buch The Post-Truth Era: Dishonesty and Deception in Contemporary Life. Es war das erste Buch, das das Wort „Post-Truth“ im Titel trug. Keyes beschäftigte sich in diesem Buch aus populärpsychologischer Sicht mit alltäglichen Lügen, und seine erklärte Absicht war es, die Sensibilität seiner Leser für die kleinen Schwindeleien zu schärfen, die man im Alltag laufend begeht, ohne sich viel Gedanken darüber zu machen.
Keyes berichtet in seinem Buch von Studien von Noelie Rodriguez und Alan Ryave (1990) sowie von Robert S. Feldman (2002), in denen gemessen wurde, wie häufig ganz normale Menschen in alltäglichen Gesprächen lügen; der Befund war in beiden Untersuchungen, dass fast jeder laufend mehr oder weniger große Unwahrheiten erzählt. Obwohl diese Studien Pionierarbeiten waren und für frühere Zeiträume entsprechende Messungen gar nicht vorliegen, schlussfolgert Keyes: „There is a growing suspicion that more lies than ever are being told.“ („Da wächst der Verdacht, dass mehr Lügen als jemals zuvor erzählt werden.“) Und: „we live in fib-friendly times.“ („Wir leben in einer Schwindel-freundlichen Zeit.“) Keyes erwähnt zwar, dass auch in der Vergangenheit Hochblüten offizieller Lügen zu verzeichnen gewesen seien – etwa während des Vietnamkrieges oder der Watergate-Affäre. Als konkretes Datum für den „Niedergang der Aufrichtigkeit“ nennt Keyes unter Berufung auf den britischen Journalisten Jeremy Campbell (The Liar’s Tale, 2002) die Jahrtausendwende, und beruft sich dabei unter anderem auch auf die Psychologen Dan O’Hair und Michael Cody, die – was Keyes verschweigt – ihre Studie zum Lügen allerdings bereits Mitte der 1980er Jahre durchgeführt haben. Während er seine These, dass das Lügen tatsächlich zugenommen hat, unbelegt lässt, zitiert er Autoren wie etwa Ben Bradlee, die Zeugnis von einer gefühlten Zunahme des Lügens ablegen.
Keyes glaubt nicht, dass frühere Generationen höhere ethische Standards hatten, meint aber, dass es leichter geworden sei, Lügen zu erzählen, und dass ertappte Lügner früher mit schwerwiegenderen Konsequenzen haben rechnen müssen als heute. Als „Post-truth“ bezeichnet er eine Situation, in der Menschen lügen, ohne deswegen ein schlechtes Gewissen zu haben. Sein zentraler Kritikpunkt ist ein Niedergang nicht der ethischen Standards, sondern der sozialen Kontrollmechanismen, die Lügen nicht mehr ächten und bestrafen.
Das Buch hat stilistisch große Übereinstimmungen mit David Callahans im selben Jahr erschienenen Werk The cheating culture.

## Veröffentlichungen
Deutsche Übersetzungen von Keyes’ Büchern liegen bisher nicht vor.
- We, the Lonely People: Searching for Community. Harper&Row, New York 1973.
- Is There Life After High School? Warner Books, New York 1976, ISBN 978-0-446-89394-7.
- The Height of Your Life. Little, Brown, New York 1980.
- Chancing It: Why We Take Risks. Little, Brown, New York 1985.
- Timelock: How Life Got So Hectic and What You Can Do About It. Harper Collins, New York 1991.
- Sons on Fathers: A Book of Men’s Writing. Harper Collins, New York 1992.
- Nice Guys Finish Seventh: False Phrases, Spurious Sayings, and Familiar Misquotations. Harper Collins, New York 1992, ISBN 978-0-06-270020-9.
- The Courage to Write: How Writers Transcend Fear. Henry Holt, New York 1995.
- The Wit & Wisdom of Harry Truman. Harper Collins, New York 1995.
- The Wit & Wisdom of Oscar Wilde. Harper Collins, New York 1996.
- Mit Richard Farson: Whoever Makes the Most Mistakes Wins: The Paradox of Innovation. Free Press, New York 2002, ISBN 978-0-7432-2592-2.
- The Writer’s Book of Hope: Getting from Frustration to Publication. Henry Holt, New York 2003.
- The Post-Truth Era: Dishonesty and Deception in Contemporary Life. St. Martin’s Press, New York 2004, ISBN 978-0-312-30648-9 (eingeschränkte Vorschau in der Google-Buchsuche).
- The Quote Verifier: Who Said What, Where, and When. St. Martin’s Press, New York 2006, ISBN 978-0-312-34004-9.
- I Love It When You Talk Retro: Hoochie Coochie, Double Whammy, Drop a Dime, and the Forgotten Origins of American Speech. St. Martin’s Press, New York 2009, ISBN 978-0-312-34005-6.
- Euphemania: Our Love Affair with Euphemisms. Little, Brown, New York 2010, ISBN 978-0-316-05656-4.